# Anairetes agraphia
Anairetes agraphia là một loài chim trong họ Tyrannidae.